# یوری آبوف
یوری گئورگی آبوف (ارمنی: Յուրի Գեորգիի Աբով؛ انگلیسی: Yuri Abov زادهٔ ۱۹۲۲ - درگذشته ۲۸ فوریهٔ ۲۰۲۱) فیزیک‌دان، استاد اهل ارمنستان بود.

## زندگی‌نامه
وی در ۷ نوامبر ۱۹۲۲ در تواپسه به دنیا آمد و از دانشگاه دولتی مسکو (۱۹۴۷) فارغ‌التحصیل گشت. وی در انستیتو پژوهشی انرژی اتمی مسکو فعالیت می‌کرد. همچنین برندهٔ جوایزی همچون جایزه لنین و نشان برجسته افتخار شده است. وی در ۲۸ فوریهٔ ۲۰۲۱ در سن ۹۸ سالگی درگذشت.

## یادداشت
1. ↑  Տուապսինսկի շրջան
2. ↑  Կուբան-Սևծովյան շրջան
3. ↑  ֆիզիկամաթեմատիկական գիտությունների դոկտոր
4. ↑  Տեսական և փորձարարական ֆիզիկայի ինստիտուտ
5. ↑  Moscow atomic energy research institutes